# Yanerit Morgan
Yanerit Cristina Morgan Sotomayor (Veracruz, 17 de enero de 1963) es una diplomática y académica mexicana. Actualmente es Jefa de Cancillería de la Embajada de México ante el Reino Unido e Irlanda del Norte. En 2020 y 2021 fungió como Secretaria Ejecutiva de México del Foro Generación Igualdad. En 2018 fue Jefa de Gabinete Adjunta de la Presidenta del 73° Periodo de Sesiones de la Asamblea General de las Naciones Unidas, cuya apertura del periodo ordinario fue el 18 de septiembre de 2018. Previamente se desempeñó como embajadora de México en Ecuador, desde noviembre de 2017 hasta agosto de 2018. Miembro del Servicio Exterior Mexicano (SEM) desde el 1 de abril de 1991.

## Estudios
Egresada de la Escuela Nacional de Estudios Profesionales, Acatlán de la Universidad Nacional Autónoma de México, obtuvo su título de Licenciada en Relaciones Internacionales en 1988, año en que ingresó a la Secretaría de Relaciones Exteriores (SRE), donde trabajó en la Dirección General para el Sistema de las Naciones Unidas.

## Diplomática
Ha desarrollado su carrera profesional en el ámbito multilateral, regional y bilateral con especialidad en América Latina y el Caribe. Tras su ingreso a la SRE en 1988, fue adscrita a la Misión de México ante la Organización de las Naciones Unidas (ONU) en Nueva York, en donde representó a México ante la tercera comisión de la Asamblea General de Naciones Unidas sobre asuntos sociales y humanitarios, de 1993 a 1998. 
Destaca su participación en los trabajos de la Conferencia de Viena sobre Derechos Humanos en 1993, la Conferencia de Beijing sobre los Derechos de la Mujer en 1995 y en la Sesión Extraordinaria sobre el Combate al Narcotráfico en Nueva York en 1998.
Formó parte de la Delegación de México en varios períodos de sesiones de la Comisión de Derechos Humanos de la ONU que se reúne anualmente en Ginebra, Suiza, entre 1990 y 2002.
En 1998 y hasta 2003, fue directora general Adjunta de Derechos Humanos de la SRE, encargada de dar seguimiento a los compromisos internacionales de México en materia de derechos humanos.
En el ámbito regional fue directora general de Organismos y Mecanismos Regionales Americanos de 2004 a 2005 y de 2016 a 2017, en donde fungió como Coordinadora Nacional en las Cumbres Grupo de Río, las Cumbres Iberoamericanas y la Cumbre de las Américas. Fue coordinadora nacional de México de la Alianza del Pacífico, encargada de la organización del 47 Periodo de Sesiones de la Asamblea General de la Organización de Estados Americanos (OEA) celebrada en junio de 2017 en Cancún, México y encargada de la preparación de la IV Cumbre México-CARICOM (Comunidad del Caribe) celebrada en Belice en 2017.
Fungió como directora general para América Latina y el Caribe de enero de 2015 a abril de 2016, donde le correspondió coordinar la política bilateral en la región, en particular con los países de Centroamérica y el Caribe.
En el ámbito bilateral, de febrero de 2006 a septiembre de 2010 fue Embajadora de México en Panamá, cuyo gobierno le otorgó en 2010, la Condecoración de la Orden Vasco Núñez de Balboa, en grado de Gran Cruz y de noviembre de 2017 hasta agosto de 2018 fue Embajadora de México en Ecuador.
Como Representante Alterna de México ante Naciones Unidas de septiembre de 2010 a enero de 2015, facilitó las negociaciones de la declaración resultante de la sesión de alto nivel sobre migración y desarrollo de la ONU celebrada en 2013 y encabezó las negociaciones de la resolución que convocó a la sesión extraordinaria de la Asamblea General de la ONU sobre el Problema Mundial de las Drogas.  
Al posicionarse como promotora activa de la inclusión de la perspectiva de género en la agenda 2030, fue facilitadora de las negociaciones de la reunión regional para la preparación de la sesión de la Comisión sobre el adelanto de la Mujer celebrada en México en febrero de 2014, en la que se propuso la inclusión en la agenda 2030 de un capítulo específico para la igualdad de género y la incorporación del tema de manera transversal. En 2021 y 2022 fungió como Secretaria Ejecutiva por parte de México del Foro Generación Igualdad evento organizado por los gobiernos de México y Francia con ONU Mujeres para acelerar los esfuerzos en la implementación de los compromisos adoptados en la Conferencia de Beijing (China) sobre el adelanto de la mujer a 25 años de su adopción. 
Representó a México en la vicepresidencia de la III Conferencia Internacional sobre los Pequeños Estados Insulares en Desarrollo (PEID), celebrada en Samoa en septiembre de 2014, facilitó las negociaciones sobre la participación de las organizaciones no gubernamentales y moderó uno de los tres diálogos de la conferencia.
La Cuarta Conferencia Mundial Sobre la Mujer, celebrada en Beijing (China) en 1995, supuso un punto de inflexión para ella, en gran medida porque allí se discutieron temas trascendentales sobre igualdad de género, del cual concluye que “la mujer ha tenido más obstáculos para ejercer el liderazgo”.

## Académica
Dentro del ámbito académico impartió las materias de Historia de la Diplomacia Mexicana, Organismos Internacionales, Sociedad y Política del México actual, entre otras, en la entonces ENEP Acatlán. Fue articulista para los periódicos mexicanos “El Día” y “El Sol de Mediodía”.
Ha impartido conferencias en instituciones académicas y ante grupos gremiales sobre la participación de México en la Naciones Unidas y en especial sobre la igualdad de género y el empoderamiento de la mujer.